# روابط اسرائیل و مالدیو
روابط اسرائیل و مالدیو به روابط خارجی میان اسرائیل و مالدیو اشاره دارد. این کشورها از سال ۱۹۶۵ تا ۱۹۷۴ روابط دیپلماتیک داشتند. از سال ۲۰۱۲ تا ۲۰۱۷، آنها توافق‌نامه‌های همکاری را حفظ کردند، اما روابط کامل دیپلماتیک را برقرار نکردند.

## تاریخ
مالدیو در سال ۱۹۶۵، هنگامی که اسرائیل سومین کشوری بود که مالدیو را رسمیت شناخت، روابط دیپلماتیک با اسرائیل برقرار کرد و سفیر اسرائیل اولین کسی بود که مدارک خود را به رئیس‌جمهور مالدیو ارائه داد. مالدیو آنها را در سال ۱۹۷۴ به حالت تعلیق درآورد.
در سال ۲۰۰۹، تحت مالکیت محمد نشید، مالدیو توافق‌نامه همکاری در زمینه گردشگری، بهداشت، آموزش و فرهنگ را با اسرائیل امضا کرد. در سال ۲۰۱۰، دولت اسرائیل تیمی از پزشکان چشم را برای معالجه بیماران و آموزش پرسنل پزشکی محلی در مالدیو اعزام کرد.
در سال ۲۰۲۰، پس از آنکه امارات و بحرین اسرائیل را به رسمیت شناختند و یک رسانه محلی گزارش داد که دولت در مورد ایجاد روابط با اسرائیل بحث کرده‌است، وزیر امور خارجه مالدیو شروع بحث در مورد ایجاد ارتباط با اسرائیل را تکذیب کرد.